# Карашаускас, Артур
Арту́р Караша́ускас (латыш. Artūrs Karašausks; род. 29 января 1992, Рига) — латвийский футболист, нападающий национальной сборной Латвии. Сын Юрия Карашаускаса.

## Карьера

### Клубная
Карашаускас начал свою карьеру в молодёжном клубе «ЮФЦ Сконто».
В 2009 году подписал контракт с футбольным клубом «Олимп». За свой первый сезон в профессиональном футболе он сумел забить 10 голов в 18 матчах. Карашаускас помог своей команде занять высшую позицию в своей истории — 5-е место в Высшей лиги Латвии, и был назван лучшим молодым игроком чемпионата после окончания сезона.
В 2010 году перед началом нового сезона Александр Старков был назначен главным тренером рижского «Сконто». Он начал свою работу в клубе с реорганизации состава, и Карашаускас был переведён в клуб наряду с 5 другими игроками «Олимпа». В начале сезона забил 8 голов в 12 матчах и в итоге стал с клубом чемпионом Латвии.
Летом 2010 года Карашаускас арендован днепропетровским «Днепр» до конца ноября того же года. Латыш выступал за дубль в молодёжном первенстве, где провёл 10 матчей, забив два гола, и так и не появился в игре за основной состав. В январе 2011 года он побывал на сборе основной команды «Днепра» в Испании, после чего вернулся в «Сконто».
В сезоне 2011 он сыграл 15 матчей за «Сконто», забив 2 гола.
Борясь с травмами и конфликтуя с тренерами клуба, Карашаускас не сыграл ни одного матча в сезоне 2012 года в составе «Сконто». В августе того же года на правах аренды перешёл в другой клуб Высшей лиги «Гулбене». В ходе аренды Артур принял участие в 15 матчах чемпионата, забив один гол.
В январе 2013 он вновь вернулся в «Сконто», и после всех[каких?] конфликтов, которые были у него с клубом, вернул своё место в стартовом составе и стал основным нападающим команды. 18 июля забил свой первый гол в еврокубках, в рамках Лиги Европы, тем самым помог одолеть чешский «Слован» (2:1). А с клубом стал вице-чемпионом Латвии и лучшим бомбардиром чемпионата (16 голов).
В январе 2014 года был приглашен на просмотр в московский ЦСКА, но армейцам футболист не подошёл. Позднее Карашаускаса до конца сезона арендовал казанский «Рубин». Не сыграв не одного матча за казанский клуб, вернулся в «Сконто». Затем был в аренде в польском клубе «Пяст».
После серии неудачных аренд за рубежом Карашаускас в августе 2016 года заключил контракт со швейцарским клубом Второй лиги «Виль». Там он сыграл 13 матчей и забил три мяча, но покинул команду из-за финансовых проблем.
В феврале 2016 нападающий присоединился к чемпиону Латвии-2015 клубу «Лиепая». За полтора сезона сыграл 36 матчей и забил 16 голов. В сезоне 2017 года завоевал серебряные медали с клубом и с 10 голами вошёл в тройку лучших бомбардиров чемпионата. В первом квалификационном раунде Лиги Европы УЕФА в забил два гола североирландскому клубу «Крусейдерс» и вывел команду в следующий этап. В октябре 2017 года в финале Кубка Латвии забил оба гола в ворота ФК «Рига» и принёс первую кубковую победу своей команде.
В июне 2018 года подписал контракт с казахстанским клубом «Акжайык» из Уральска до конца сезона. Но за рубежом игра опять не получалась, Карашаускас сыграл 14 матчей и забил всего два гола, а клуб вылетел из Премьер-лиги. И футболист вернулся в Латвию, подписав контракт с рижским клубом РФС.

### В сборной
Впервые сыграл за национальную сборную Латвии 5 июня 2010 года в товарищеском матче с командой Ганы в 18-летнем возрасте.
Участник Кубка Содружества 2012 года в составе молодёжной сборной Латвии. В ноябре 2013 года был исключён из состава молодёжной сборной за нарушение спортивного режима.
Затем конфликт с главным тренером национальной сборной Александром Старковым. Только после ухода Старкова в апреле 2018 года, стал снова привлекаться к играм за сборную Латвии новым тренером финном Миксу Паателайненом. И только тогда забил свой первый гол в сборной (через 8 лет после дебюта) в матче Лиги Наций в ворота Казахстана, выступая легионером в казахстанском чемпионате.

## Достижения
«Сконто»
- Чемпион Латвии 2010
- Серебряный призёр чемпионата Латвии 2013

«Лиепая»
- Серебряный призёр чемпионата Латвии 2017
- Обладатель Кубка Латвии 2017

## Статистика выступлений
| Выступление            | Выступление      | Выступление      | Чемпионат | Чемпионат | Кубок | Кубок | Еврокубки | Еврокубки | Итого | Итого |
| Клуб                   | Лига             | Сезон            | Игры      | Голы      | Игры  | Голы  | Игры      | Голы      | Игры  | Голы  |
| ---------------------- | ---------------- | ---------------- | --------- | --------- | ----- | ----- | --------- | --------- | ----- | ----- |
| Олимп                  | Высшая лига      | 2008             | 0         | 0         | 0     | 0     | 0         | 0         | 0     | 0     |
| Олимп                  | Высшая лига      | 2009             | 18        | 10        | —     | —     | —         | —         | ?     | ?     |
| Сконто                 | Высшая лига      | 2010             | 12        | 8         | 2     | 0     | 2         | 0         | 16    | 8     |
| Днепр (Днепропетровск) | Премьер-лига     | 2010/11          | —         | —         | —     | —     | —         | —         | ?     | ?     |
| Сконто                 | Высшая лига      | 2011             | 15        | 2         | 1     | 0     | 1         | 0         | 17    | 2     |
| Сконто-2               | Первая лига      | 2012             | 3         | 2         | —     | —     | —         | —         | ?     | ?     |
| Гулбене                | Высшая лига      | 2012             | 15        | 1         | 0     | 0     | —         | —         | ?     | ?     |
| Сконто                 | Высшая лига      | 2013             | 24        | 16        | 2     | 5     | 3         | 1         | 29    | 22    |
| Рубин                  | Премьер-лига     | 2013/14          | —         | —         | —     | —     | —         | —         | ?     | ?     |
| Сконто                 | Высшая лига      | 2015             | 16        | 6         | 1     | 0     | 4         | 4         | 21    | 10    |
| Пяст                   | Экстракласса     | 2015/16          | 2         | 0         | —     | —     | —         | —         | ?     | ?     |
| Всего за карьеру       | Всего за карьеру | Всего за карьеру | 119       | 48        | 6     | 5     | 10        | 5         | 135   | 58    |